# Stahringen (stacja kolejowa)
Stahringen – stacja kolejowa w Radolfzell am Bodensee (dzielnica Stahringen), w kraju związkowym Badenia-Wirtembergia, w Niemczech.
| Stahringen                                        |  |                                           |
| Linia Bodenseegürtelbahn                          |  |                                           |
| Radolfzell am Bodensee-Brandbühlodległość: 1,9 km |  | Ludwigshafen (Bodensee) odległość: 8,4 km |
| Linia Seehäsle                                    |  |                                           |
| Radolfzell am Bodensee-Brandbühlodległość: 1,9 km |  | Wahlwies odległość: 3,2 km                |